# Плохих Олександр Вікторович
Олекса́ндр Ві́кторович Плохи́х — український військовослужбовець, учасник російсько-української війни, що відзначився у ході російського вторгнення в Україну, Герой України (посмертно, 2024).

## Життєпис
Під час російського вторгнення в Україну — сержант взводу 2-ї роти 2-го штурмового батальону 3-ї окремої штурмової бригади.

## Нагороди
- Звання Герой України з удостоєнням ордена «Золота Зірка» (11 грудня 2024, посмертно) — за особисту мужність і героїзм, виявлені у захисті державного суверенітету та територіальної цілісності України, самовіддане служіння Українському народові[1]